# Liste der schnellsten Eisschnelllaufbahnen der Welt

Standard-400-Meter-Oval

Diese Liste zeigt die zehn aktuell schnellsten Eisschnelllaufbahnen der Welt. Es werden hierbei nur Eisbahnen mit der international standardisierten Strecke von 400 Metern berücksichtigt. Kleine Unterschiede ergeben sich durch unterschiedliche Kurvenradien (Innenkurve: 25,0/25,5/26,0 Meter) und durch die Breite der Laufbahn. Dadurch verändern sich auch die Radien der Außenkurven und die Längen der beiden Geraden. Durch die Anpassung der Geraden wird gewährleistet, dass eine Runde – bestehend aus einer Innenkurve, einer Außenkurve, einer Geraden und einer Wechselgeraden – immer genau 400 Meter beträgt.
Der Begriff „schnellste Bahn der Welt“ im Eisschnelllauf ist relativ zu betrachten. Die Zusammenfassung der Bahnrekorde kann auch nach anderen Kriterien erfolgen und die Rangfolge kann sich im Laufe der Zeit ändern. Hochgelegene Freiluftbahnen wie das Eisstadion Davos konnten in früheren Zeiten noch von ihrer Höhenlage profitieren und zu den schnellsten Bahnen gezählt werden. Später brachten dann ausschließlich Hallen die schnellsten Zeiten, spätestens seit der Jahrtausendwende auch nur noch hochgelegene Bahnen.
Für jede Eisschnelllaufbahn wird eine Gesamtpunktzahl errechnet. Sie setzt sich aus den Bahnrekorden der Einzelstrecken zusammen, die bei internationalen Wettkämpfen der Männer (500, 1000, 1500, 5000, 10.000 Meter) und Frauen (500, 1000, 1500, 3000, 5000 Meter) gelaufen werden. Wie bei der Berechnung der Gesamtpunktzahl im Mehrkampf werden die Zeiten auf 500 Meter heruntergebrochen und addiert.
Beispielzeiten
| Strecke         | Zeit                    | 500-m-Durchschnitt           |
| --------------- | ----------------------- | ---------------------------- |
| 0500 m          | 0 34,78 s               | 034,78 / 01 = 034,780 Punkte |
| 1000 m          | 01:06,42 min = 66,42 s  | 066,42 / 02 = 033,210 Punkte |
| 1500 m          | 01:41,04 min = 101,04 s | 101,04 / 03 = 033,680 Punkte |
| 5000 m          | 06:10,49 min = 370,49 s | 370,49 / 10 = 037,049 Punkte |
| 10.000 m        | 13:05,94 min = 785,94 s | 785,94 / 20 = 039,297 Punkte |
| Gesamtpunktzahl | Gesamtpunktzahl         | 178,016 Punkte               |

## Übersicht der zehn schnellsten Bahnen
| Rang | Ort            | Bahn                                        | Höhe (m) | Bahntyp | Gesamtpunkte Frauen * | Gesamtpunkte Männer ** | Gesamtpunkte *** |
| ---- | -------------- | ------------------------------------------- | -------- | ------- | --------------------- | ---------------------- | ---------------- |
| 1    | Salt Lake City | Utah Olympic Oval                           | 1425     | Halle   | 189,050               | 175,145                | 364,195          |
| 2    | Calgary        | Olympic Oval                                | 1034     | Halle   | 189,978               | 176,327                | 366,305          |
| 3    | Heerenveen     | Thialf                                      | 0        | Halle   | 193,021               | 178,063                | 371,084          |
| 4    | Sotschi        | Adler Arena                                 | 5        | Halle   | 193,336               | 178,985                | 372,321          |
| 5    | Inzell         | Max Aicher Arena                            | 691      | Halle   | 193,581               | 178,797                | 372,378          |
| 6    | Hamar          | Vikingskipet                                | 125      | Halle   | 194,192               | 178,779                | 372,971          |
| 7    | Kolomna        | Kometa                                      | 120      | Halle   | 194,146               | 179,095                | 373,241          |
| 8    | Berlin         | Eisschnelllaufhalle Berlin-Hohenschönhausen | 34       | Halle   | 193,918               | 180,124                | 374,042          |
| 9    | Erfurt         | Gunda-Niemann-Stirnemann-Halle              | 200      | Halle   | 194,941               | 180,277                | 375,218          |
| 10   | Astana         | Eispalast Alau                              | 348      | Halle   | 195,555               | 179,813                | 375,368          |

Stand: 14. Februar 2016/6. März 2016
* Summe der auf 500 Meter heruntergebrochenen Einzelstrecken der Frauen (500, 1000, 1500, 3000 und 5000 Meter)

** Summe der auf 500 Meter heruntergebrochenen Einzelstrecken der Männer (500, 1000, 1500, 5000 und 10.000 Meter)

*** Summe der auf 500 Meter heruntergebrochenen Einzelstrecken der Männer und der Frauen

### Rangfolge der vergangenen Jahre
Eine grafische Übersicht der Rangveränderung von 14 Eisschnelllaufbahnen in den Jahren 2000 bis 2013:

## Utah Olympic Oval
Die Nr. 1 liegt in Salt Lake City (Utah, Vereinigte Staaten) in einer Höhe von 1425 Metern.
| Frauen  | Frauen             | Frauen       | Frauen            | Frauen          |
| Strecke | Athletin           | Zeit         | Datum             | Wettkampf       |
| ------- | ------------------ | ------------ | ----------------- | --------------- |
| 0500 m  | Sang-hwa Lee       | 0 36,36 (WR) | 16. November 2013 | Weltcup 2013/14 |
| 1000 m  | Brittany Bowe      | 1:12,18 (WR) | 22. November 2015 | Weltcup 2015/16 |
| 1500 m  | Heather Richardson | 1:50,85 (WR) | 21. November 2015 | Weltcup 2015/16 |
| 3000 m  | Martina Sáblíková  | 3:56,30      | 11. Dezember 2009 | Weltcup 2009/10 |
| 5000 m  | Martina Sáblíková  | 6:42,66 (WR) | 18. Februar 2011  | Weltcup 2010/11 |

| Männer   | Männer             | Männer        | Männer            | Männer          |
| Strecke  | Athlet             | Zeit          | Datum             | Wettkampf       |
| -------- | ------------------ | ------------- | ----------------- | --------------- |
| 0500 m   | Pawel Kulischnikow | 0 33,98 (WR)  | 20. November 2015 | Weltcup 2015/16 |
| 01000 m  | Shani Davis        | 01:06,42 (WR) | 7. März 2009      | Weltcup 2008/09 |
| 01500 m  | Shani Davis        | 01:41,04 (WR) | 11. Dezember 2009 | Weltcup 2009/10 |
| 05000 m  | Sven Kramer        | 06:04,59      | 17. November 2013 | Weltcup 2013/14 |
| 10.000 m | Ted-Jan Bloemen    | 12:36,30 (WR) | 21. November 2015 | Weltcup 2015/16 |

- Stand: 22. November 2015[2]

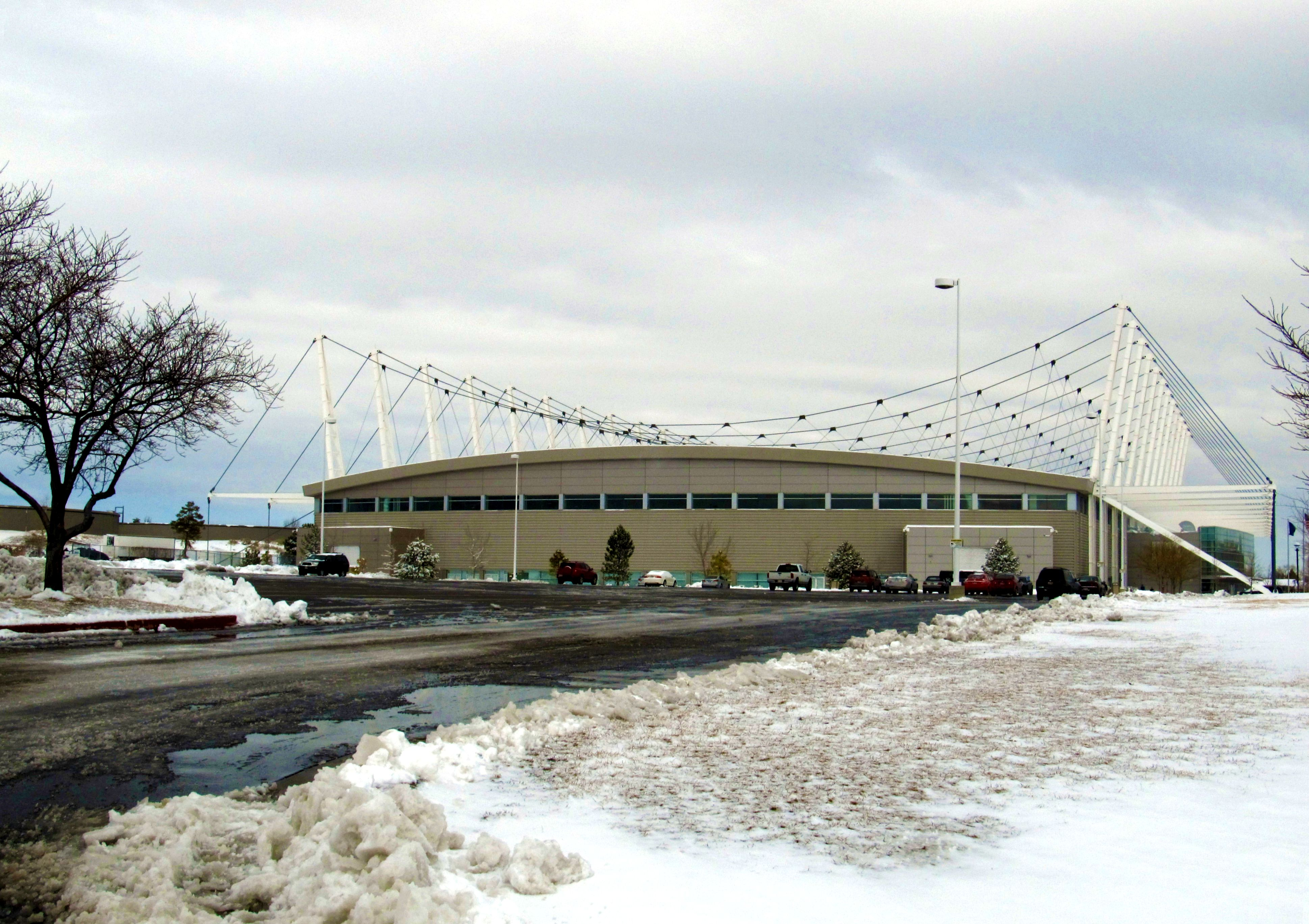
Utah Olympic Oval

- Summe der auf 500 Meter heruntergebrochenen Einzelstrecken: 189,050 Pkt. (Frauen), 175,145 Pkt. (Männer) sowie 364,195 Pkt. (Frauen/Männer)
- WR – Weltrekord

## Olympic Oval
Die Nr. 2 liegt in Calgary (Alberta, Kanada) in einer Höhe von 1034 Metern.
| Frauen  | Frauen             | Frauen       | Frauen            | Frauen            |
| Strecke | Athlet             | Zeit         | Datum             | Wettkampf         |
| ------- | ------------------ | ------------ | ----------------- | ----------------- |
| 0500 m  | Sang-Hwa Lee       | 0 36,74      | 9. November 2013  | Weltcup 2013/14   |
| 1000 m  | Heather Richardson | 1:12,51      | 14. November 2015 | Weltcup 2015/16   |
| 1500 m  | Brittany Bowe      | 1:51,59      | 15. November 2015 | Weltcup 2015/16   |
| 3000 m  | Cindy Klassen      | 3:53,34 (WR) | 18. März 2006     | Mehrkampf-WM 2006 |
| 5000 m  | Cindy Klassen      | 6:48,97      | 19. März 2006     | Mehrkampf-WM 2006 |

| Männer   | Männer             | Männer        | Männer            | Männer            |
| Strecke  | Athlet             | Zeit          | Datum             | Wettkampf         |
| -------- | ------------------ | ------------- | ----------------- | ----------------- |
| 0500 m   | Pawel Kulischnikow | 0 34,00       | 15. November 2015 | Weltcup 2015/16   |
| 01000 m  | Shani Davis        | 01:06,91      | 6. Dezember 2009  | Weltcup 2009/10   |
| 01500 m  | Denis Juskow       | 01:41,88      | 15. November 2015 | Weltcup 2015/16   |
| 05000 m  | Sven Kramer        | 06:03,32 (WR) | 17. November 2007 | Weltcup 2007/08   |
| 10.000 m | Sven Kramer        | 12:51,60      | 19. März 2006     | Mehrkampf-WM 2006 |

- Stand: 22. November 2015[3]

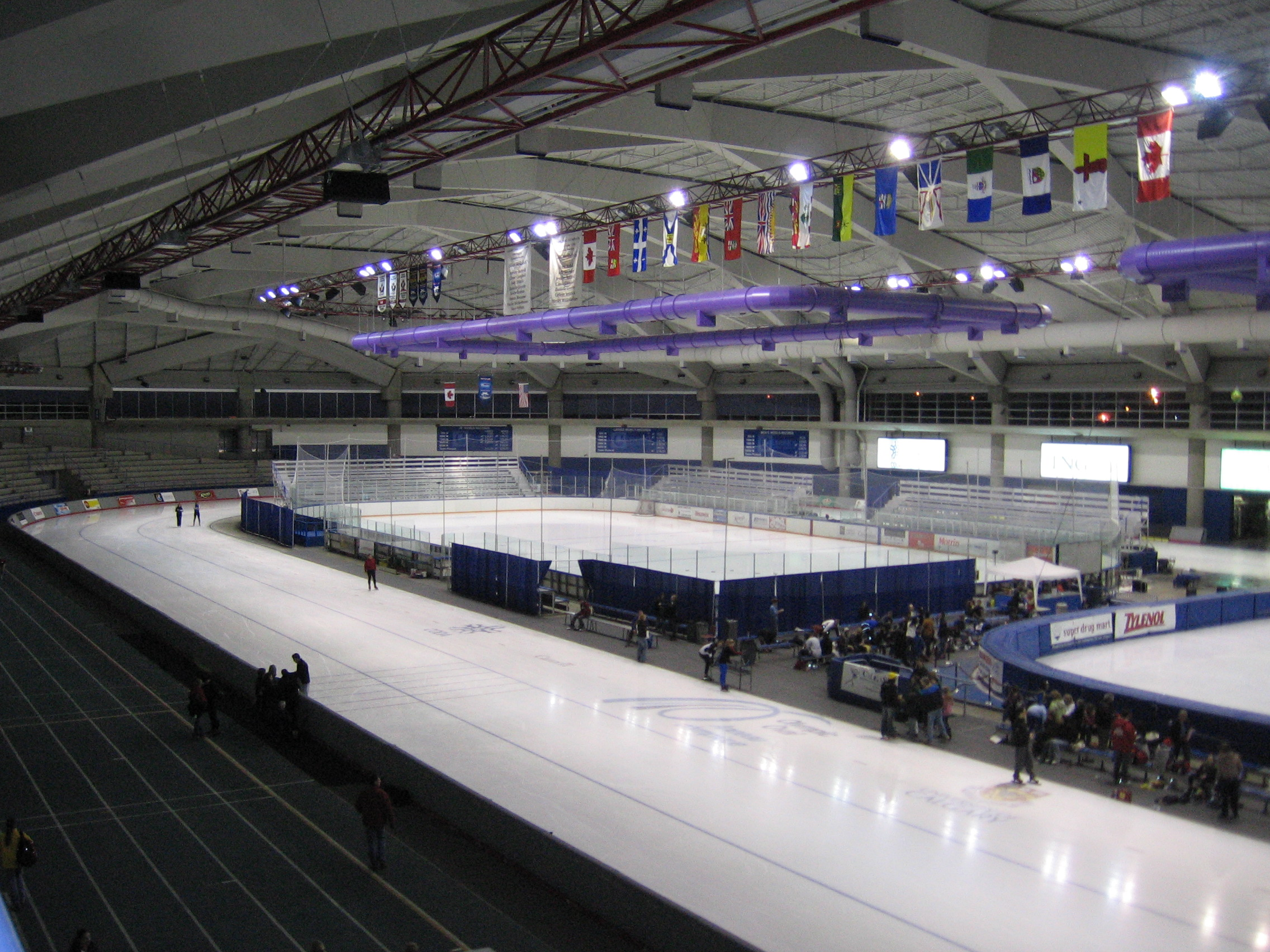
Olympic Oval

- Summe der auf 500 Meter heruntergebrochenen Einzelstrecken: 189,978 Pkt. (Frauen), 176,327 Pkt. (Männer) sowie 366,305 Pkt. (Frauen/Männer)
- WR – Weltrekord

## Thialf
Die Nr. 3 liegt in Heerenveen (Friesland, Niederlande) in einer Höhe von 0 Metern.
| Frauen  | Frauen            | Frauen  | Frauen            | Frauen                 |
| Strecke | Athlet            | Zeit    | Datum             | Wettkampf              |
| ------- | ----------------- | ------- | ----------------- | ---------------------- |
| 0500 m  | Sang-Hwa Lee      | 0 37,59 | 11. Dezember 2015 | Weltcup 2015/16        |
| 1000 m  | Brittany Bowe     | 1:13,90 | 13. Februar 2015  | Einzelstrecken-WM 2015 |
| 1500 m  | Ireen Wüst        | 1:53,31 | 29. Dezember 2013 | Olympiaqualifikation   |
| 3000 m  | Ireen Wüst        | 3:58,68 | 9. März 2013      | Weltcup 2012/13        |
| 5000 m  | Martina Sáblíková | 6:49,31 | 11. Februar 2007  | Mehrkampf-WM 2007      |

| Männer   | Männer             | Männer   | Männer            | Männer                 |
| Strecke  | Athlet             | Zeit     | Datum             | Wettkampf              |
| -------- | ------------------ | -------- | ----------------- | ---------------------- |
| 0500 m   | Michel Mulder      | 0 34,31  | 27. Dezember 2013 | Olympiaqualifikation   |
| 01000 m  | Pawel Kulischnikow | 01:08,16 | 12. Dezember 2015 | Weltcup 2015/16        |
| 01500 m  | Denis Juskow       | 01:43,36 | 13. Februar 2015  | Einzelstrecken-WM 2015 |
| 05000 m  | Sven Kramer        | 06:09,65 | 14. Februar 2015  | Einzelstrecken-WM 2015 |
| 10.000 m | Sven Kramer        | 12:45,09 | 28. Dezember 2013 | Olympiaqualifikation   |

- Stand: 13. Dezember 2015[4]

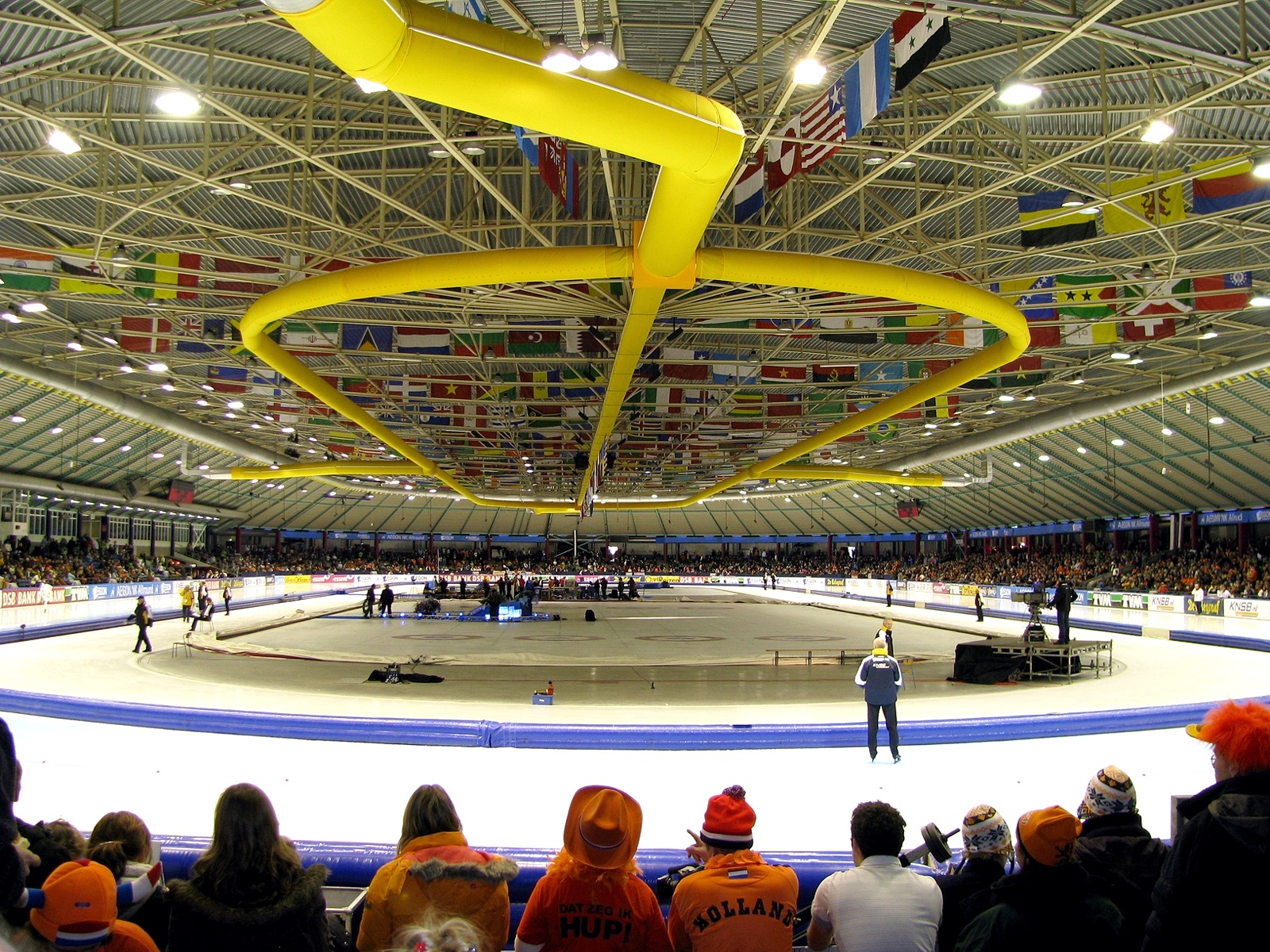
Thialf

- Summe der auf 500 Meter heruntergebrochenen Einzelstrecken: 193,021 Pkt. (Frauen), 178,063 Pkt. (Männer) sowie 371,084 Pkt. (Frauen/Männer)

## Adler Arena
Die Nr. 4 liegt in Sotschi (Krasnodar, Russland) in einer Höhe von 5 Metern.
| Frauen  | Frauen            | Frauen  | Frauen           | Frauen                       |
| Strecke | Athlet            | Zeit    | Datum            | Wettkampf                    |
| ------- | ----------------- | ------- | ---------------- | ---------------------------- |
| 0500 m  | Sang-Hwa Lee      | 0 37,28 | 11. Februar 2014 | Olympische Winterspiele 2014 |
| 1000 m  | Zhang Hong        | 1:14,02 | 13. Februar 2014 | Olympische Winterspiele 2014 |
| 1500 m  | Jorien ter Mors   | 1:53,51 | 16. Februar 2014 | Olympische Winterspiele 2014 |
| 3000 m  | Ireen Wüst        | 4:00,34 | 9. Februar 2014  | Olympische Winterspiele 2014 |
| 5000 m  | Martina Sáblíková | 6:51,54 | 19. Februar 2014 | Olympische Winterspiele 2014 |

| Männer   | Männer           | Männer    | Männer           | Männer                       |
| Strecke  | Athlet           | Zeit      | Datum            | Wettkampf                    |
| -------- | ---------------- | --------- | ---------------- | ---------------------------- |
| 0500 m   | Michel Mulder    | 0 34,49   | 10. Februar 2014 | Olympische Winterspiele 2014 |
| 01000 m  | Stefan Groothuis | 01:08,39  | 12. Februar 2014 | Olympische Winterspiele 2014 |
| 01500 m  | Zbigniew Bródka  | 01:45,006 | 15. Februar 2014 | Olympische Winterspiele 2014 |
| 05000 m  | Sven Kramer      | 06:10,76  | 8. Februar 2014  | Olympische Winterspiele 2014 |
| 10.000 m | Jorrit Bergsma   | 12:44,45  | 18. Februar 2014 | Olympische Winterspiele 2014 |

- Stand: 19. Februar 2014[5]
- Summe der auf 500 Meter heruntergebrochenen Einzelstrecken: 193,336 Pkt. (Frauen), 178,985 Pkt. (Männer) sowie 372,321 Pkt. (Frauen/Männer)

## Max Aicher Arena
Die Nr. 5 liegt in Inzell (Oberbayern, Deutschland) in einer Höhe von 691 Metern.
| Frauen  | Frauen            | Frauen  | Frauen           | Frauen                 |
| Strecke | Athlet            | Zeit    | Datum            | Wettkampf              |
| ------- | ----------------- | ------- | ---------------- | ---------------------- |
| 0500 m  | Sang-hwa Lee      | 0 37,33 | 4. Dezember 2015 | Weltcup 2015/2016      |
| 1000 m  | Brittany Bowe     | 1:14,01 | 5. Dezember 2015 | Weltcup 2015/2016      |
| 1500 m  | Ireen Wüst        | 1:54,03 | 7. März 2014     | Weltcup 2013/2014      |
| 3000 m  | Claudia Pechstein | 4:00,92 | 25. Jänner 2014  | Internationales Rennen |
| 5000 m  | Martina Sáblíková | 6:50,83 | 12. März 2011    | Einzelstrecken-WM 2011 |

| Männer   | Männer        | Männer   | Männer           | Männer                 |
| Strecke  | Athlet        | Zeit     | Datum            | Wettkampf              |
| -------- | ------------- | -------- | ---------------- | ---------------------- |
| 0500 m   | Kyou-Hyuk Lee | 0 34,32  | 13. März 2011    | Einzelstrecken-WM 2011 |
| 01000 m  | Kjeld Nuis    | 01:08,31 | 5. Dezember 2015 | Weltcup 2015/2016      |
| 01500 m  | Denis Juskow  | 01:44,21 | 6. Dezember 2015 | Weltcup 2015/2016      |
| 05000 m  | Sven Kramer   | 06:11,76 | 9. Februar 2013  | Weltcup 2012/13        |
| 10.000 m | Bob de Jong   | 12:48,20 | 12. März 2011    | Einzelstrecken-WM 2011 |

- Stand: 6. Dezember 2015[6]

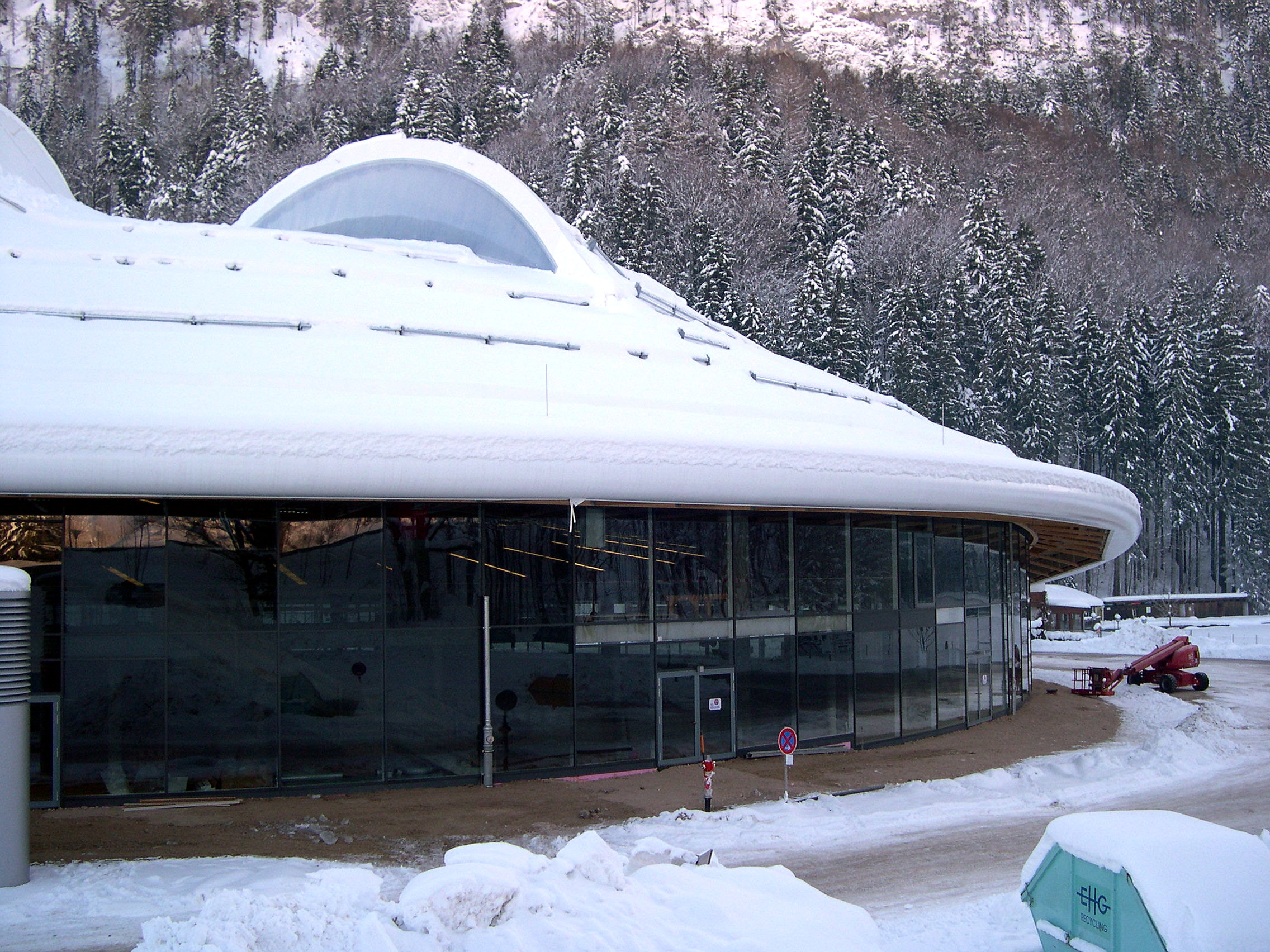
Max Aicher Arena

- Summe der auf 500 Meter heruntergebrochenen Einzelstrecken: 193,581 Pkt. (Frauen), 178,797 Pkt. (Männer) sowie 372,378 Pkt. (Frauen/Männer)

## Vikingskipet
Die Nr. 6 liegt in Hamar (Hedmark, Norwegen) in einer Höhe von 125 Metern.
| Frauen  | Frauen                   | Frauen  | Frauen            | Frauen          |
| Strecke | Athlet                   | Zeit    | Datum             | Wettkampf       |
| ------- | ------------------------ | ------- | ----------------- | --------------- |
| 0500 m  | Jenny Wolf               | 0 37,52 | 25. Januar 2008   | Weltcup 2007/08 |
| 1000 m  | Anni Friesinger          | 1:14,81 | 27. Januar 2008   | Weltcup 2007/08 |
| 1500 m  | Ireen Wüst               | 1:54,65 | 25. Januar 2008   | Weltcup 2007/08 |
| 3000 m  | Gunda Niemann-Stirnemann | 4:00,26 | 17. Februar 2001  | Weltcup 2000/01 |
| 5000 m  | Martina Sáblíková        | 6:50,07 | 21. November 2009 | Weltcup 2009/10 |

| Männer   | Männer             | Männer   | Männer            | Männer            |
| Strecke  | Athlet             | Zeit     | Datum             | Wettkampf         |
| -------- | ------------------ | -------- | ----------------- | ----------------- |
| 0500 m   | Jeremy Wotherspoon | 0 34,31  | 26. Januar 2008   | Weltcup 2007/08   |
| 01000 m  | Shani Davis        | 01:08,38 | 21. November 2007 | Sprint-WM 2007    |
| 01500 m  | Shani Davis        | 01:44,27 | 21. November 2009 | Weltcup 2009/10   |
| 05000 m  | Sven Kramer        | 06:09,74 | 7. Februar 2009   | Mehrkampf-WM 2009 |
| 10.000 m | Sven Kramer        | 12:50,96 | 22. November 2009 | Weltcup 2009/10   |

- Stand: 5. Februar 2014[7]

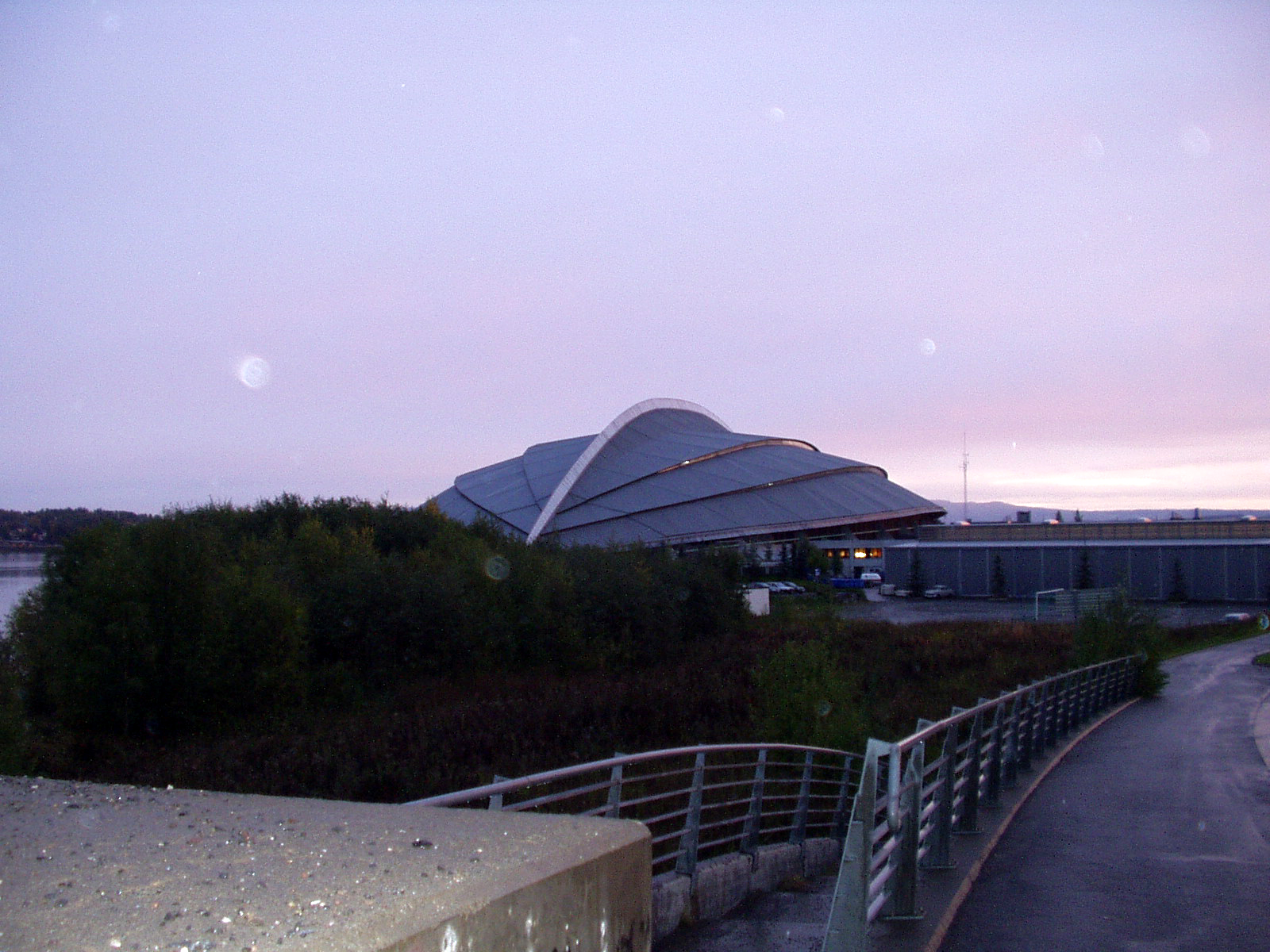
Vikingskipet

- Summe der auf 500 Meter heruntergebrochenen Einzelstrecken: 194,191 Pkt. (Frauen), 178,778 Pkt. (Männer) sowie 372,969 Pkt. (Frauen/Männer)

## Kometa
Die Nr. 7 liegt in Kolomna (Oblast Moskau, Russland) in einer Höhe von 120 Metern.
| Frauen  | Frauen            | Frauen  | Frauen           | Frauen                 |
| Strecke | Athlet            | Zeit    | Datum            | Wettkampf              |
| ------- | ----------------- | ------- | ---------------- | ---------------------- |
| 0500 m  | Sang-Hwa Lee      | 0 37,42 | 13. Februar 2016 | Einzelstrecken-WM 2016 |
| 1000 m  | Jorien ter Mors   | 1:14,73 | 12. Februar 2016 | Einzelstrecken-WM 2016 |
| 1500 m  | Jorien ter Mors   | 1:53,92 | 14. Februar 2016 | Einzelstrecken-WM 2016 |
| 3000 m  | Martina Sáblíková | 4:01,67 | 12. Januar 2008  | EM Mehrkampf 2008      |
| 5000 m  | Martina Sáblíková | 6:51,09 | 12. Februar 2016 | Einzelstrecken-WM 2016 |

| Männer   | Männer             | Männer   | Männer           | Männer                 |
| Strecke  | Athlet             | Zeit     | Datum            | Wettkampf              |
| -------- | ------------------ | -------- | ---------------- | ---------------------- |
| 0500 m   | Dmitri Lobkow      | 0 34,35  | 11. Januar 2007  | RussiaCup              |
| 01000 m  | Pawel Kulischnikow | 01:08,33 | 13. Februar 2016 | Einzelstrecken-WM 2016 |
| 01500 m  | Denis Juskow       | 01:44,13 | 12. Februar 2016 | Einzelstrecken-WM 2016 |
| 05000 m  | Sven Kramer        | 06:10,31 | 13. Februar 2016 | Einzelstrecken-WM 2016 |
| 10.000 m | Sven Kramer        | 12:56,77 | 11. Februar 2016 | Einzelstrecken-WM 2016 |

- Stand: 14. Februar 2016[8]

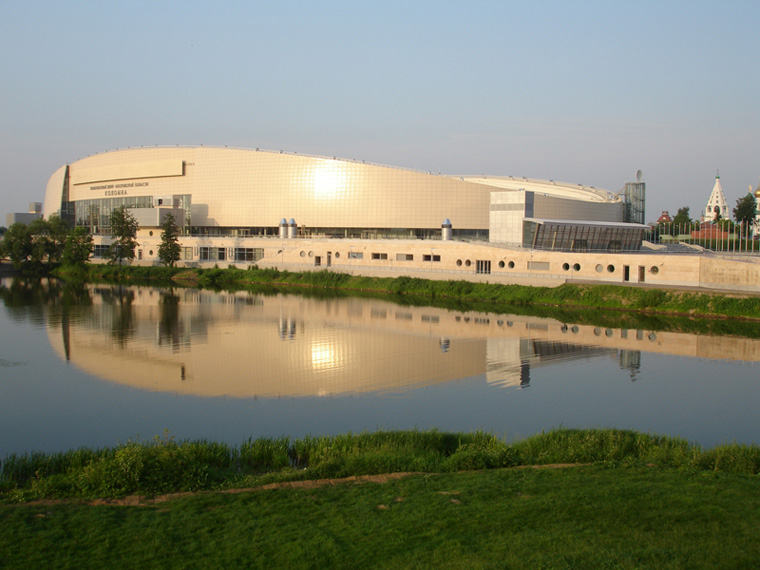
Kometa

- Summe der auf 500 Meter heruntergebrochenen Einzelstrecken: 194,146 Pkt. (Frauen), 179,095 Pkt. (Männer) sowie 373,241 Pkt. (Frauen/Männer)

## Sportforum Hohenschönhausen
Die Nr. 8 liegt in Berlin (Deutschland) in einer Höhe von 34 Metern.
| Frauen  | Frauen             | Frauen  | Frauen           | Frauen            |
| Strecke | Athlet             | Zeit    | Datum            | Wettkampf         |
| ------- | ------------------ | ------- | ---------------- | ----------------- |
| 0500 m  | Sang-Hwa Lee       | 0 37,36 | 6. Dezember 2013 | Weltcup 2013/14   |
| 1000 m  | Heather Richardson | 1:14,51 | 8. Dezember 2013 | Weltcup 2013/14   |
| 1500 m  | Ireen Wüst         | 1:54,83 | 6. März 2016     | Mehrkampf-WM 2016 |
| 3000 m  | Martina Sáblíková  | 3:58,11 | 5. März 2016     | Mehrkampf-WM 2016 |
| 5000 m  | Martina Sáblíková  | 6:52,57 | 6. März 2016     | Mehrkampf-WM 2016 |

| Männer   | Männer      | Männer   | Männer            | Männer            |
| Strecke  | Athlet      | Zeit     | Datum             | Wettkampf         |
| -------- | ----------- | -------- | ----------------- | ----------------- |
| 0500 m   | Joji Kato   | 0 34,70  | 8. November 2008  | Weltcup 2008/09   |
| 01000 m  | Shani Davis | 01:08,53 | 6. November 2009  | Weltcup 2009/10   |
| 01500 m  | Shani Davis | 01:44,47 | 8. November 2009  | Weltcup 2009/10   |
| 05000 m  | Sven Kramer | 06:09,76 | 17. November 2006 | Weltcup 2006/07   |
| 10.000 m | Sven Kramer | 13:07,19 | 6. März 2016      | Mehrkampf-WM 2016 |

- Stand: 5. Februar 2014[9]
- aktualisiert: 6. März 2016 2014[10]

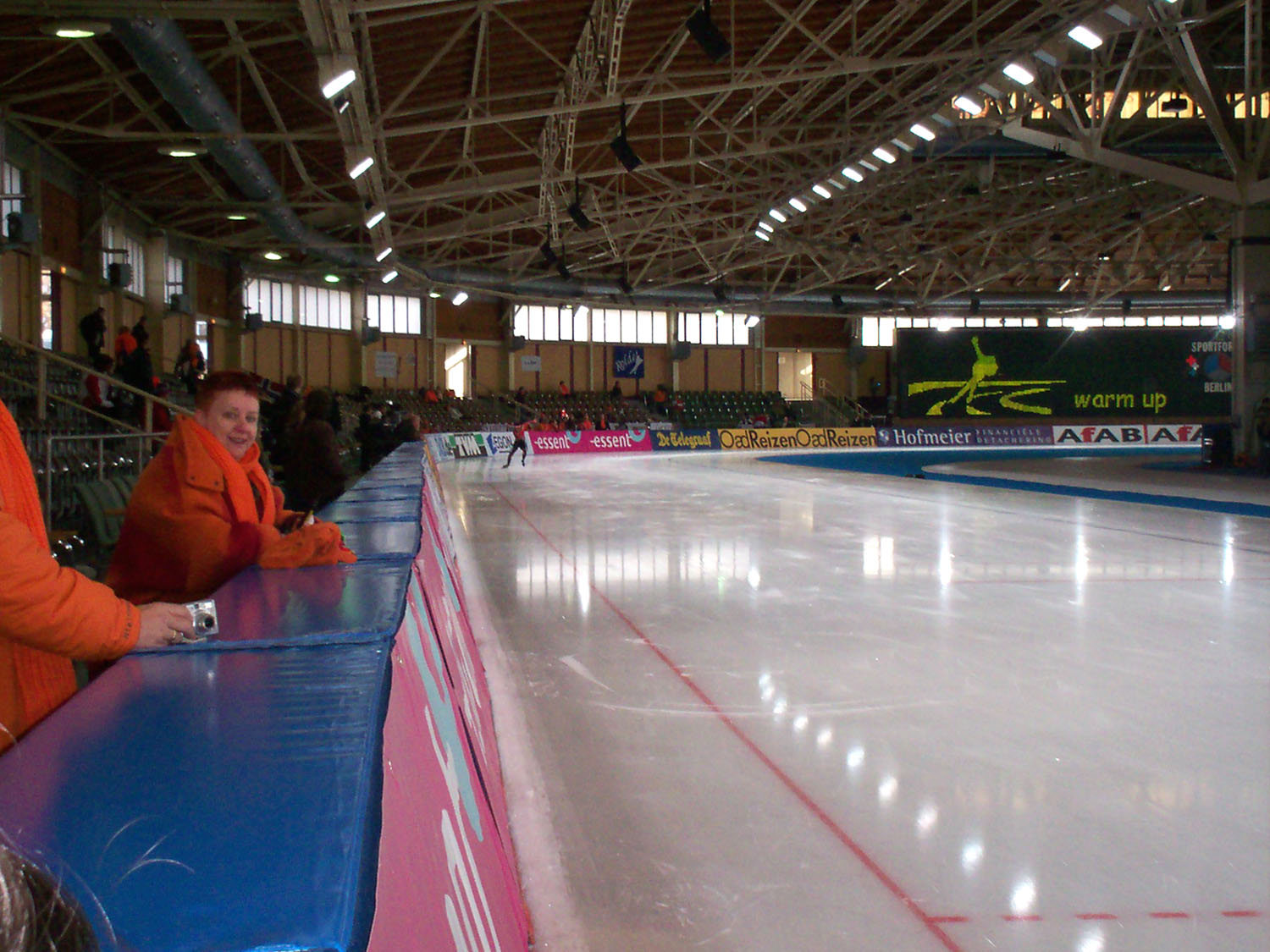
Sportforum Berlin-Hohenschönhausen

- Summe der auf 500 Meter heruntergebrochenen Einzelstrecken: 193,918 Pkt. (Frauen), 180,124 Pkt. (Männer) sowie 374,042 Pkt. (Frauen/Männer)

## Gunda-Niemann-Stirnemann-Halle
Die Nr. 9 liegt in Erfurt (Thüringen, Deutschland) in einer Höhe von 200 Metern.
| Frauen  | Frauen            | Frauen  | Frauen           | Frauen                 |
| Strecke | Athlet            | Zeit    | Datum            | Wettkampf              |
| ------- | ----------------- | ------- | ---------------- | ---------------------- |
| 0500 m  | Jenny Wolf        | 0 37,58 | 30. Januar 2009  | Weltcup 2008/09        |
| 1000 m  | Brittany Bowe     | 1:14,61 | 22. März 2015    | Weltcup 2014/15        |
| 1500 m  | Ireen Wüst        | 1:55,61 | 2. März 2013     | Weltcup 2012/13        |
| 3000 m  | Daniela Anschütz  | 4:02,88 | 30. Januar 2010  | Internationales Rennen |
| 5000 m  | Martina Sáblíková | 6:50,39 | 18. Februar 2007 | Weltcup 2006/07        |

| Männer   | Männer             | Männer   | Männer           | Männer          |
| Strecke  | Athlet             | Zeit     | Datum            | Wettkampf       |
| -------- | ------------------ | -------- | ---------------- | --------------- |
| 0500 m   | Pawel Kulischnikow | 0 34,71  | 21. März 2015    | Weltcup 2014/15 |
| 01000 m  | Shani Davis        | 01:08,40 | 1. Februar 2009  | Weltcup 2008/09 |
| 01500 m  | Denny Morrison     | 01:45,32 | 31. Januar 2009  | Weltcup 2008/09 |
| 05000 m  | Sven Kramer        | 06:16,02 | 30. Januar 2009  | Weltcup 2008/09 |
| 10.000 m | Sven Kramer        | 12:53,17 | 17. Februar 2007 | Weltcup 2006/07 |

- Stand: 22. März 2015[11]

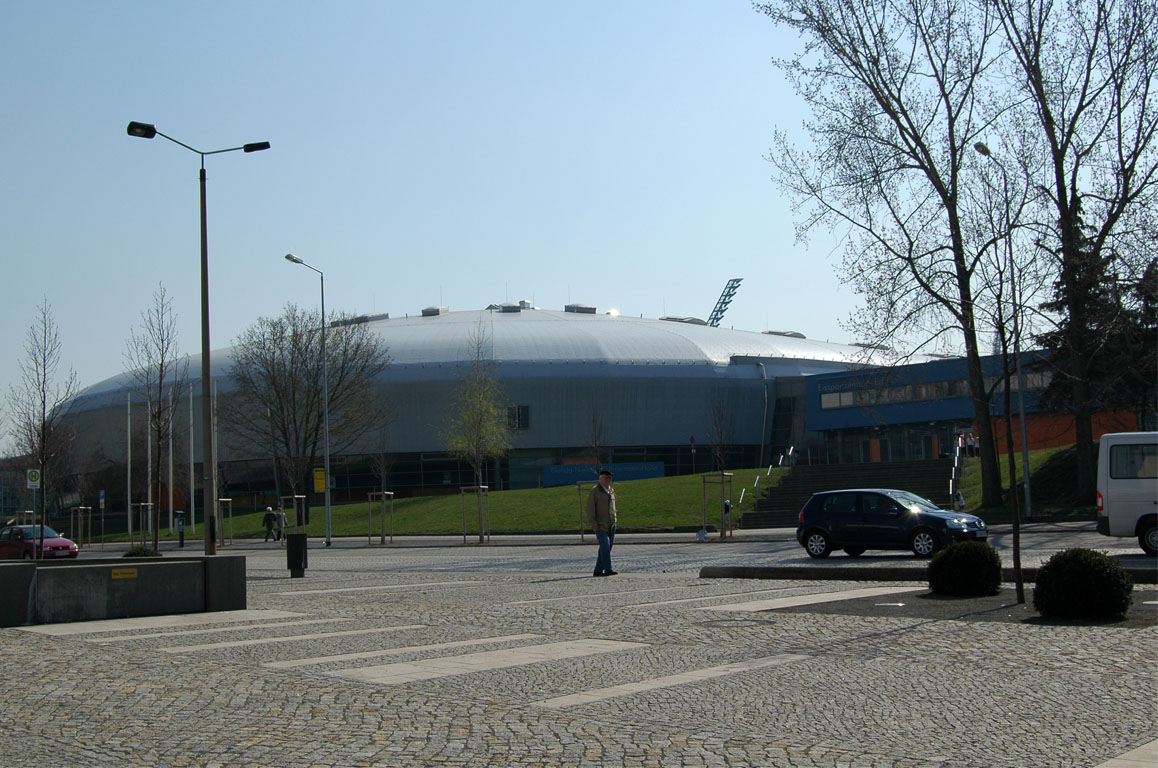
Gunda-Niemann-Stirnemann-Halle

- Summe der auf 500 Meter heruntergebrochenen Einzelstrecken: 194,941 Pkt. (Frauen), 180,276 Pkt. (Männer) sowie 375,217 Pkt. (Frauen/Männer)

## Eispalast Alau
Die Nr. 10 liegt in Astana, (Kasachstan) in einer Höhe von 348 Metern.
| Frauen  | Frauen            | Frauen  | Frauen            | Frauen          |
| Strecke | Athlet            | Zeit    | Datum             | Wettkampf       |
| ------- | ----------------- | ------- | ----------------- | --------------- |
| 0500 m  | Sang-Hwa Lee      | 0 37,27 | 29. November 2013 | Weltcup 2013/14 |
| 1000 m  | Brittany Bowe     | 1:14,10 | 28. Februar 2015  | Sprint-WM 2015  |
| 1500 m  | Christine Nesbitt | 1:56,10 | 26. November 2011 | Weltcup 2011/12 |
| 3000 m  | Martina Sáblíková | 4:03,28 | 25. November 2011 | Weltcup 2011/12 |
| 5000 m  | Martina Sáblíková | 6:59,88 | 29. November 2013 | Weltcup 2013/14 |

| Männer   | Männer             | Männer   | Männer            | Männer          |
| Strecke  | Athlet             | Zeit     | Datum             | Wettkampf       |
| -------- | ------------------ | -------- | ----------------- | --------------- |
| 0500 m   | Pawel Kulischnikow | 0 34,56  | 28. Februar 2015  | Sprint-WM 2015  |
| 01000 m  | Shani Davis        | 01:08,66 | 30. November 2013 | Weltcup 2013/14 |
| 01500 m  | Denis Juskow       | 01:45,06 | 29. November 2013 | Weltcup 2013/14 |
| 05000 m  | Sven Kramer        | 06:13,83 | 26. November 2011 | Weltcup 2011/12 |
| 10.000 m | Jorrit Bergsma     | 12:50,40 | 2. Dezember 2012  | Weltcup 2012/13 |

- Stand: 2. März 2015[12]
- Summe der auf 500 Meter heruntergebrochenen Einzelstrecken: 195,554 Pkt. (Frauen), 179,813 Pkt. (Männer) sowie 375,367 Pkt. (Frauen/Männer)